# Dalamanara
Dalamanara (en griego: Δαλαμανάρα, romanizado: Dalamanára) es un pueblo y la sede de la comunidad municipal de Dalamanara, unidad municipal de Argos, municipio de Argos-Micenas, unidad periférica de Argólida, periferia del Peloponeso, Grecia.   
Está ubicado a una altitud de 20 metros en la llanura argólica, en la carretera principal Argos-Nafplio, aproximadamente en la mitad del recorrido.
En el censo de 2021 tenía 892 residentes permanentes.
Los habitantes se dedican a la agricultura, principalmente cítricos y aceitunas.

## Historia

### Antigüedad
Dalamanara es mencionada en la antigüedad por Pausanias. En aquella época había una pirámide que hoy ha sido desmantelada y un santuario dedicado a la diosa Artemisa en la actual iglesia de Zoodochos Pigi.

### Actualidad
El establecimiento de Dalamanara se atribuye al general veneciano La Manara en el siglo XVII. Durante la revolución de 1821, los habitantes de Dalamanara participaron en la batalla de Argos el 21 de abril. Los habitantes del pueblo participaron en la guerra de los años 40, y algunos de ellos fueron asesinados heroicamente, en la iglesia de Zoodochos Pigi hay un monumento a los caídos.

## Población
Dalamanara experimentó un gran aumento de población en el período 1879-1961. Su población se estabilizó desde 1971 hasta 2001, mientras que en 2011 registró un gran aumento y en 2021 volvió a mostrar estabilidad.